# Žlutice
Žlutice là một thị trấn thuộc huyện Karlovy Vary, vùng Karlovarský, Cộng hòa Séc.